# Codice QR

Codice QR contenente il collegamento alla versione mobile della pagina principale di Wikipedia in italiano

Un codice QR (in inglese QR code) è un codice a barre bidimensionale (o codice 2D), ossia a matrice, composto da moduli neri disposti all'interno di uno schema bianco di forma quadrata, impiegato in genere per memorizzare informazioni destinate a essere lette tramite un apposito lettore ottico o anche smartphone.
In un solo crittogramma possono essere contenuti fino a 7089 caratteri numerici o 4296 alfanumerici. Generalmente il formato matriciale è di 29×29 quadratini e contiene 48 alfanumerici. Il nome "QR" è l'abbreviazione dell'inglese quick response ("risposta rapida"), in virtù del fatto che il codice fu sviluppato per permettere una rapida decodifica del suo contenuto.

## Storia
Il codice QR fu sviluppato nel 1994 dalla compagnia giapponese Denso Wave, per tracciare i pezzi di automobili nelle fabbriche di Toyota.  Il capo progetto Masahiro Hara ebbe l'idea di disporre le informazioni (bit) in una forma quadrata di pixel bianchi e neri, durante una pausa pranzo, osservando una partita di Go.
Vista la capacità del codice di contenere più dati di un codice a barre, il codice QR fu in seguito utilizzato da diverse industrie per la gestione delle scorte. Nel corso degli anni 2000 alcune di queste funzioni furono progressivamente assolte dalle etichette RFID.
Nel 1999 Denso Wave ha distribuito i codici QR sotto licenza libera, favorendone così la diffusione in Giappone. Nello stesso anno NTT docomo, la principale compagnia di telefonia mobile del paese, ha lanciato i-mode, sistema per l'utilizzo del web dal telefono cellulare. In poco tempo i-mode divenne molto popolare tra i giapponesi, e già all'inizio del XXI secolo cominciavano a essere sviluppate applicazioni per cellulari orientate verso la comodità.
In questo contesto di sviluppo pervasivo del web mobile nella vita quotidiana dei giapponesi, i codici QR si rivelarono utili per rendere immediato l'accesso alle informazioni attraverso una semplice azione sullo smartphone, evitando così la difficoltà di inserimento manuale. Così, dalla seconda metà degli anni 2000, divennero sempre più comuni le pubblicità che ricorrevano all'uso dei codici QR stampati sulle pagine di giornali e riviste, o sui cartelloni pubblicitari, per veicolare facilmente indirizzi e URL.
Per qualche tempo in Giappone si diffuse anche l'utilizzo dei codici QR sui biglietti da visita per semplificare l'inserimento dei dati nella rubrica del cellulare. Questa usanza subì però un notevole rallentamento con lo sviluppo dei sistemi di trasmissione dati via infrarossi.
Nel settembre 2005, negli Stati Uniti, è nato il progetto Semapedia che permette di collegare, tramite codice QR, i luoghi fisici alle relative descrizioni su Wikipedia.
In Europa e negli Stati Uniti la diffusione dei codici QR è stata lenta, ma dalla fine degli anni 2000, favorita anche dallo sviluppo del mercato degli smartphone, la tecnologia ha acquistato maggiore notorietà, anche in Italia. Tuttavia, con la diffusione su larga scala dei codici QR mediante i dispositivi mobili, nel 2014 Federprivacy ha evidenziato che possono essere facilmente utilizzati per scopi dannosi, trasmettendo virus, istruzioni malevole, e attivare altre azioni indesiderate. Accanto alla definizione codice QR prende piede una definizione più esplicita: mobtag. Sono infatti molte le applicazioni gratuite di lettura dei QR distribuite sia dal Play Store, che da App Store o da altri siti web.
Inoltre diversi siti, di cui molti open source, offrono l'opportunità di generare i codici gratuitamente.

## Licenze e standard

Esempio di struttura di codice QR

Nel 1999 Denso Wave, pur conservando i diritti di brevetto, ha permesso l'uso del codice QR con licenza libera, definito e pubblicato come standard ISO.
- Nell'ottobre 1997 è stato reso disponibile lo standard AIM, rinnovato nel 1999.[14]
- Nel gennaio 1999 è stato reso disponibile lo standard JIS (X 0510).[15]
- Nel giugno 2000 è stato approvato lo Standard Internazionale ISO (ISO/IEC 18004).
- Nel novembre 2004 Micro codice QR è stato approvato come JIS (X 0510:2004)[13]
- Il primo settembre 2006 è stato approvato un nuovo standard ISO (ISO/IEC 18004:2006)[16]
- Al 2015 risale il più recente standard ISO[17]

Sul versante applicazione, vi è qualche variazione tra implementazioni, NTT docomo ha stabilito standard de facto per la codifica degli URL, le informazioni di contatto, e molti altri tipi di dati.

## Varianti

Esempio di Micro QR

- Il Micro QR è una versione ridotta del normale codice QR, usata per applicazioni che richiedono un uso di spazi ridotti e una minore quantità di informazioni, come ad esempio l'ID di circuiti stampati o di componenti elettronici. Esistono diverse forme di Micro QR, quella più densa di informazioni può contenere fino a 25 caratteri alfanumerici.[20]
- Sfruttando la capacità di rilevazione e correzione d'errore Reed-Solomon dei codici QR, si possono modificare i codici entro il limite della leggibilità, incorporando immagini come logo,[21] caratteri e foto, senza perdere alcuna informazione utile alla lettura del codice.

## Funzionamento
I codici QR possono contenere sia indirizzi internet, che testi, numeri di telefono, o sms. Sono leggibili da qualsiasi telefono cellulare e smartphone munito di un apposito programma di lettura (lettore di codici QR).

### Lettura e scrittura

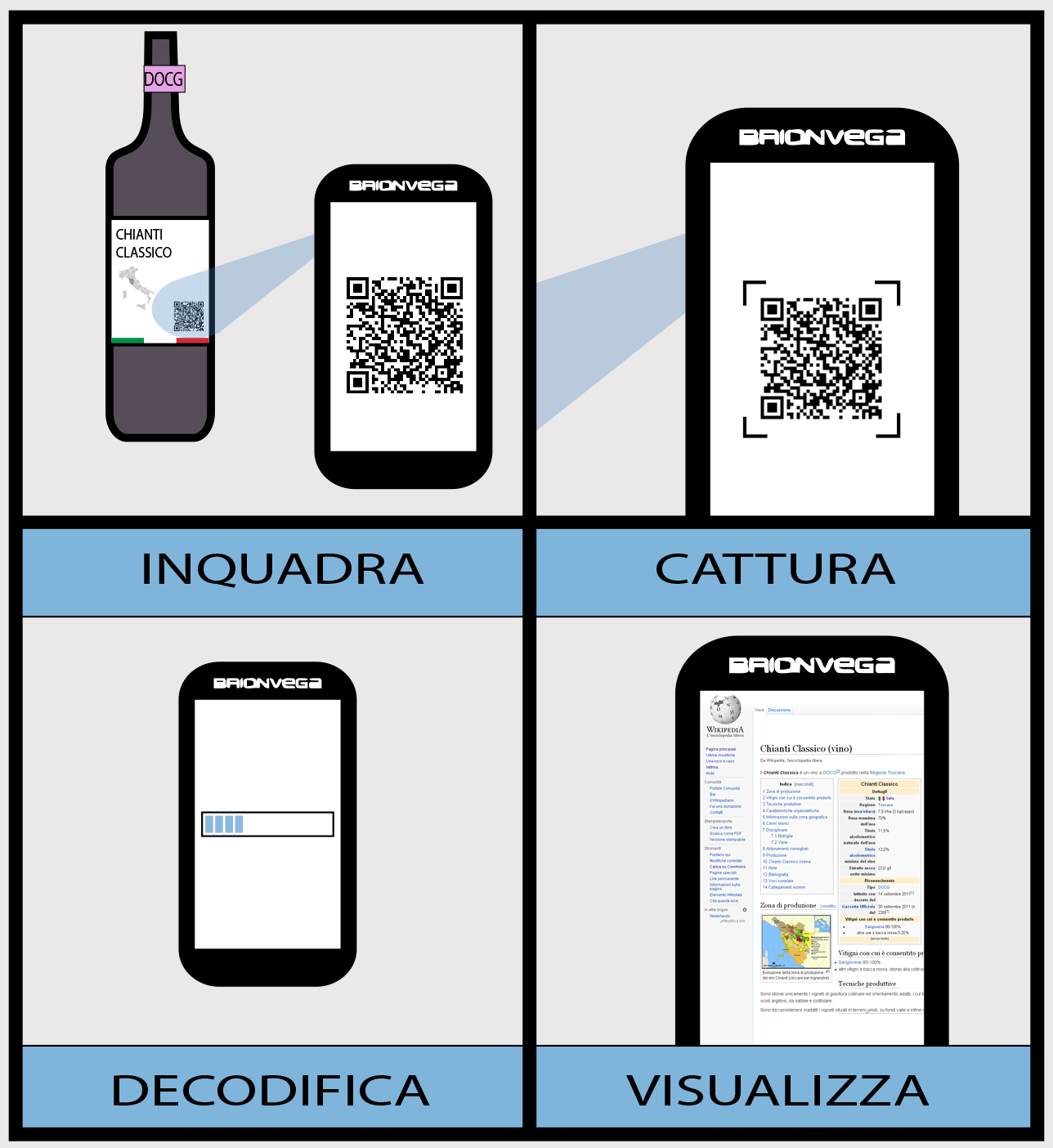
Esempio di lettura di codice QR contenente un link

Dato che Denso Wave ha reso pubblico l'uso della tecnologia QR con licenza libera, su Internet è possibile trovare programmi gratuiti sia per la lettura (decodifica) che per la scrittura (codifica) dei codici QR.
Dalla fine degli anni 2000 i programmi di lettura dei codici QR sono spesso già installati nei telefoni dai relativi produttori. In Giappone questa prassi è la norma.
Esistono comunque molti siti web che offrono i lettori per cellulari, generalmente senza costi. Sul sito ufficiale di Semapedia è pubblicata un'ampia lista di collegamenti alle pagine che offrono lettori specifici per ogni modello di telefono cellulare.
Per leggere un codice QR è sufficiente inquadrarlo con la fotocamera del cellulare dopo aver aperto il lettore.
Per quel che riguarda la scrittura, esistono diversi siti che consentono la libera produzione di codici QR.

### Specifiche
I codici QR possono memorizzare fino a un massimo di 4.296 caratteri alfanumerici, 7.089 caratteri numerici.
Nei codici QR è utilizzato il codice Reed-Solomon per la rilevazione e correzione d'errore: nel caso in cui il QR fosse in parte danneggiato, per esempio da macchie o graffi sul supporto cartaceo, la codifica Reed-Solomon permette di ricostruire i dati persi, ripristinando, durante la decodifica, fino al 30% delle informazioni codificate.

Esempio di un codice QR con abbellimento artistico. Il risultato della scansione non viene alterato grazie al sistema di correzione degli errori.

Capacità di memorizzazione dei dati
- Solo numerico: max 7.089 caratteri.
- Alfanumerico: max 4.296 caratteri.
- Binario (8 bit): max 2.953 byte.
- Kanji/Kana: max 1.817 caratteri.

Capacità di correzione degli errori
- Livello L: circa il 7% delle parole del codice può essere ripristinato.
- Livello M: circa il 15% delle parole del codice può essere ripristinato.
- Livello Q: circa il 25% delle parole del codice può essere ripristinato.
- Livello H: circa il 30% delle parole del codice può essere ripristinato.

## Esempi di uso nell'arte
- Nel 2007 il gruppo pop britannico Pet Shop Boys ha usato i codici QR per il download del singolo Integral. Nel relativo videoclip[26] i codici indirizzano gli utenti verso il sito dei Pet Shop Boys e alcune pagine web sulle proposte di direttive d'uso della carta d'identità in Gran Bretagna.[27]
- Nel 2009, l'artista giapponese Takashi Murakami, in collaborazione con l'agenzia creativa SET, ha realizzato un Design QR formato con le immagini del pattern di Louis Vuitton e di uno dei personaggi dell'artista.[21] Il codice indirizza verso il sito giapponese per dispositivi mobili della ditta di pelletteria.
- Nel video del singolo All the Lovers (2010) di Kylie Minogue compare un codice QR stampato su alcuni oggetti.[28] Il codice non è abbastanza visibile da poter essere letto direttamente dal video, ma un blogger lo ha ricostruito, rivelando che contiene la parola Love (amore).[29]
- Nel 2017 gli artisti Stefano Ricciuti e Natalia D’Avena realizzano nell’ambito della manifestazione Art in The Dunes l’opera Essenza e Forma, un qr code di circa 30 mq, scansionabile che reindirizzava al sito web parte integrante dell’opera, nella riserva naturale di Punta Aderci a Vasto (CH)
- Nel 2019 l’artista Massimo Rossetti realizza codici QR olio su tela di varie dimensioni, un nuovo modo per integrare spazio fisico e virtuale.[30]

### Codici 2D
- Bokode
- Data Matrix
- Semapedia
- QRpedia

### Lettori
- Lettore di ebook
- Smartphone
- Telefono cellulare

### Codici a barre
- Codice a barre
- European Article Number
- Farmacode

### Altro
- Codice
- Internet delle cose
- Matrice
- Identificazione a radiofrequenza
- Telefonia mobile
- Web mobile
- Progetto:GLAM/QRpedia